# Powiat Groß Wartenberg
Landkreis Groß Wartenberg (pol. powiat sycowski) – prusko-niemiecka jednostka podziału administracyjnego, istniejąca w latach 1742–1945, wchodząca w skład prowincji śląskiej (do 1919 r.), a następnie prowincji dolnośląskiej.

## Historia
Landkreis Groß Wartenberg powstał w 1742 roku na terenie średniowiecznego sycowskiego wolnego państwa stanowego wraz z przejęciem Dolnego Śląska i Sycowa przez administrację pruską w 1741 roku.
W latach 1815–1816 wprowadzono w Prusach jednostkę administracyjną rejencję jako pośredni szczebel administracji pomiędzy prowincją a powiatem. Powiat Groß Wartenberg należał do pruskiej prowincji śląskiej i do nowo utworzonej rejencji we Wrocławiu. Siedzibą starosty, urzędu i sejmiku powiatowego był Groß Wartenberg.
W 1818 roku granice powiatu zostały wytyczone na nowo wraz z reformą administracyjną Prus, przyłączając do powiatu kilka gmin z powiatu Oels. Powiat przyjął wkrótce nazwę Kreis Polnisch-Wartenberg. Obejmował 4 miasta: Syców (Polnisch Wartenberg), Twardogórę (Festenberg), Międzybórz (Medzibor, od 1886 r. Neumittelwalde) i Bralin (utracił prawa miejskie w II poł. XIX w.) oraz dawne miasto Goszcz (Goschütz). Jednostka wchodziła w skład wrocławskiego okręgu administracyjnego (Regierungsbezirk Breslau) prowincji śląskiej (Provinz Schlesien) i wraz z nimi weszła w skład Rzeszy Niemieckiej w 1871 r. W 1888 r. wraz ze swoją siedzibą, powiat przyjął nazwę Kreis Groß Wartenberg. W 1895 r. powiat liczył 49986 mieszkańców, z czego około 50% stanowiła ludność polskojęzyczna.

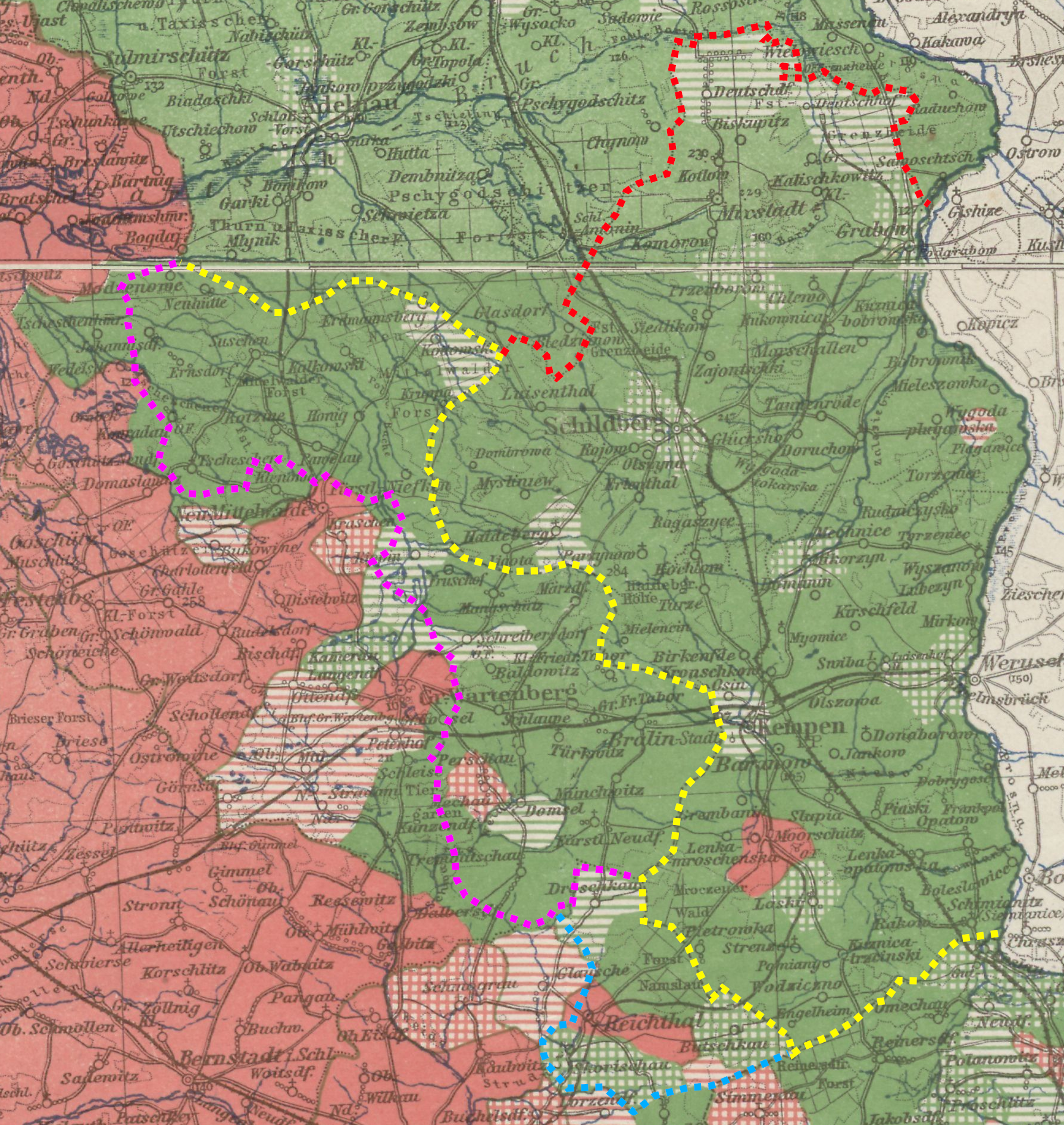
Wytyczenie granicy między Niemcami a Polską w 1920 roku w rejonie powiatu Groß Wartenberg

23 czerwca 1920, na mocy traktatu wersalskiego, zachodnie części powiatu sycowskiego zostały przekazane Polsce, przez co ludność powiatu zmniejszyła się do 27 609 (1925 rok). Od powiatu sycowskiego odłączono następujące jednostki, włączając je do:
- powiatu kępińskiego[5]:
  - gminy jednostkowe: Bałdowice (niem. Baldowitz), Bralin (niem. Bralin), Chojęcin (niem. Kojentschin), Czermin (niem. Tschermin), Domasłów (niem. Domsel), Dziadowa Kłoda (niem. Kunzendorf), Gola (niem. Gohle[6]), Koza Wielka (niem. Groß Kosel), Marcinki (niem. Märzdorf), Miechów (niem. Mechau), Mnichowice (niem. Münchwitz), Nosale (niem. Nassadel), Nowa Wieś Książęca (niem. Fürstlich Neudorf; d. pol. Nowawieś), Perzów (niem. Perschau; d. pol. Pyrzów), Pisarzowice (niem. Schreibersdorf), Słupia pod Bralinem (niem. Schlaupe), Ślizów (niem. Schleise), Tabor Mały (niem. Klein Friedrichs-Tabor), Tabor Wielki (niem. Groß Friedrichs-Tabor), Trębaczów (niem. Trembatschau) i Turkowy (niem. Türkwitz; d. pol. Turki);
  - obszary dworskie: Bałdowice (niem. Baldowitz), Bralin (niem. Bralin), Chojęcin (niem. Kojentschin), Domasłów (niem. Domsel), Marcinki (niem. Märzdorf), Miechów (niem. Mechau), Nosale (niem. Nassadel), Nowa Wieś Książęca (niem. Fürstlich Neudorf; d. pol. Nowawieś), Perzów (niem. Perschau; d. pol. Pyrzów),¨ Pisarzowice (niem. Schreibersdorf), Ślizów (niem. Schleise) i Trębaczów (niem. Trembatschau).
- powiatu odolanowskiego:
  - gminy jednostkowe: Chojnik (niem. Honig; d. pol. Hojniki), Cieszyn (niem. Tscheschen; d. pol. Cieśnica), Czesławice (niem. Friederikenau; d. pol. Fryderykowo ), Dobrzec (niem. Dobrzetz), Hetmanów (niem. Erdmannsberg; d. pol. Śląskie, Ziemowitów), Janisławice (niem. Johannisdorf; d. pol. Jankowice), Jarnostów (niem. Ernsdorf; d. pol. Jarnostaw), Jesiona (niem. Jeschune), Kałkowskie (niem. Kalkowski), Kąty Śląskie (niem. Kennchen), Kocina (niem. Kotzine; d. pol. Kociny), Konradów (niem. Konradau), Kotowskie (niem. Kottowski), Kuźnica Kącka (niem. Kenchenhammer; d. pol. Kuźnica), Laski (niem. Laski), Łachów (niem. Latzenowe; d. pol. Lacenów[7], Łacnów), Łomy[8] (niem. Lomy), Mariak (niem. Mariendorf), Możdżanów (niem. Modzenowe; d. pol. Modzanów), Pawłów (niem. Pawelau), Piła (niem. Brettmühle; d. pol. Tartak), Sobki (niem. Sobke), Sośnie (niem. Suschen; d. pol. Susznia) z Surminem (niem. Surmin), Starza (niem. Starsen), Szklarka Śląska (niem. Neuhütte; d. pol. Szklarka) i Żabnik (niem. Zabnikteich);
  - obszary dworskie: Bronisławka (niem. Bismarkwald), Cieszyn (niem. Tscheschen; d. pol. Cieśnica), Kałkowskie (niem. Kalkowski), Kocina (niem. Kotzine; d. pol. Kociny), Konradów (niem. Konradau), Mariak (niem. Mariendorf), Niwki Książęce (niem. Fürstlich Niefken), Sośnie (niem. Suschen; d. pol. Susznia) i Szklarka Śląska (niem. Neuhütte; d. pol. Szklarka).
- powiatu ostrzeszowskiego:
  - gminy jednostkowe: Frużów (niem. Fruschof), Mąkoszyce (niem. Mangschütz), Niwki Kraszowskie (niem. Kraschen-Niefken; d. pol. Niwki Krasne), Niwki Książęce (niem. Fürstlich Niefken) i Rybin (niem. Rippin; d. pol. Rypeń),
  - obszary dworskie: Mąkoszyce (niem. Mangschütz) i Rybin (niem. Rippin; d. pol. Rypeń).

3 września 1920 od powiatu kępińskego odłączono gminy Dziadowa Kłoda (niem. Kunzendorf) i Ślizów (niem. Schleise), włączając je z powrotem do powiatu Groß Wartenberg w Niemczech. Ostatecznie do powiatu Groß Wartenberg i Niemiec powróciła także gmina Niwki Kraszowskie (niem. Kraschen-Niefken) z powiatu ostrzeszowskiego.
W wyborach do Reichstagu w marcu 1933 roku NSDAP uzyskała w powiecie ponad 52% głosów, zaś druga w kolejności partia Centrum jedynie 21%. Na fali hitlerowskiej polityki nacjonalistycznej, w latach 1936/1937 zmieniono nazwy niektórych miejscowości w powiecie w celu zatarcia ich słowiańskiego brzmienia, m.in.:
- - Bukowine: Buchenhain (obecnie Bukowina Sycowska)
  - Bunkai: Grünbach (Niederschles.) (obecnie Bąków)
  - Domaslawitz: Lindenhorst (obecnie Domasławice)
  - Dombrowe: Eichenhain (obecnie Dąbrowa)
  - Drungawe: Wildheide (obecnie Drągów)
  - Ellguth-Rippin: Ostfelde (obecnie Ligota Rybińska)
  - Klenowe: Hirschrode (obecnie Klonów)
  - Kraschen-Niefken: Landeshalt (obecnie Niwki Kraszowskie)
  - Lassisken: Lichtenhain (Niederschles.) (obecnie Łazisko)
  - Olschofke: Erlengrund (Kr. Groß Wartenberg) (obecnie Olszówka)
  - Tscheschenhammer: Grenzhammer (Niederschles.), (obecnie Kuźnica Czeszycka)
  - Wielgy: Weidendorf (Kr. Groß Wartenberg) (obecnie Wielgie Sycowskie, nazywane też – z powodu przynależności do powiatu Milickiego – Wielgie Milickie)
  - Wioske: Mühlenort (obecnie Wioska)

W 1939 r. nastąpiła zmiana nazwy na Landkreis Groß Wartenberg (powiat ziemski). Mimo rychłego włączenia do Rzeszy ziem przedwersalskich, granice powiatu pozostały bez zmian.
Landkreis Groß Wartenberg został zajęty w maju 1945 roku przez oddziały Armii Czerwonej. Kilkanaście dni później zaczęła działać tu polska administracja. Tym samym swoją działalność na tym terenie rozpoczął polski powiat sycowski, który pokrywał się pod względem obszaru z powiatem Groß Wartenberg z lat 1920-1939.

## Landraci[12]
- 1868–1888 Richard Freiherr von Buddenbrock-Hettersdorf
- 1889–1894 Richard B. L. von Busse
- 1895–1898 Heinrich Graf Yorck von Wartenburg
- 1898–1908 dr Stanislaus P. E. Graf von Dönhoff
- 1908–1915 Leo von Busse
- 1915–1918 dr von Korn
- 1918–1944 Detlev von Reinersdorff-Paczenski und Tenczin

## Ludność (1885–1939)
- 1885 r. – 51.197
- 1890 r. – 50.022, z czego ewangelicy: 30.869, katolicy: 18.855, wyznanie mojżeszowe: 296
- 1900 r. – 48.014, z czego ewangelicy: 28.865, katolicy: 18.942
- 1910 r. – 48.414, z czego ewangelicy: 28.055, katolicy: 20.171
- 1925 r. – 27.609, z czego ewangelicy: 17.471, katolicy: 9.943, wyznanie mojżeszowe: 130, inni chrześcijanie: 41
- 1933 r. – 27.571, z czego ewangelicy: 17.076, katolicy: 10.310, wyznanie mojżeszowe: 71, inni chrześcijanie: 11
- 1939 r. – 26.574, z czego ewangelicy: 16.193, katolicy: 10.085, wyznanie mojżeszowe: 10, inni chrześcijanie: 34

## Podział administracyjny
1 stycznia 1945 powiat dzielił się na:
- 3 miasta: Festenberg, Groß Wartenberg, Neumittelwalde
- 54 gminy